# فلاریس برچیستاچیس
فلاریس برچیستاچیس (نام علمی: Phalaris brachystachys) نام یک گونه از تیره گندمیان است.